# The Rules of Hell
A The Rules of Hell az angol Black Sabbath heavy metal együttes 2008-ban megjelent válogatásalbuma. A box-set a Ronnie James Dio énekével készült lemezeket tartalmazza, nevezetesen:
- 1980 Heaven and Hell
- 1981 Mob Rules
- 1982 Live Evil (2 CD)
- 1992 Dehumanizer

Az anyagnak megjelent egy különleges, limitált példányszámú változata is, azon öt koncertdal is helyet kapott, amelyek a Hammersmith Odeonban kerültek rögzítésre. A dalok:
1. "Neon Knights"
2. "The Mob Rules"
3. "Children of the Grave"
4. "Voodoo"
5. "Country Girl"